# Himno de Cabimas
El Himno de Cabimas. Es la canción que representa al municipio Cabimas. Fue elegido a través de un concurso abierto establablecido por la alcaldía de Cabimas el día 24 de junio del 2003, y posteriormente es oficializado el 10 de Octubre del mismo año por la autoridad municipal de la época (Alcalde Hernán Alemán).
Dicho está conformado por: Un coro y 3 estrofas, el coro habla del gentilicio, del nombre de Cabimas, su 1ra estrofa habla de los aspectos geográficos,la pujanza, la identidad,la idiosincrasia, y el trabajo en la industria  petrolera que le brinda la estabilidad económica a la ciudad Resultando escogida la composición realizada por el Profesor Victor Julio Modesto Vega Jiménez. Fue entonado por primera vez el 10 de octubre de 2003 por la Coral de la Unidad Educativa Maria Rosa mística.

## Letra

### (Coro)
Pueblo Noble orgulloso y valiente
que tu orilla lacustre vibro
de su entraña brotaba rugiente
el petróleo con que Dios nos premió
de tu suelo nació la Copaiba
cual legado su nombre le Dio

### I
Cabimas grandiosa y pujante
que a la patria realza en valor:
con estirpe y su industria adelante
va plasmando la gloria y honor
es la mano la acción y el trabajo
ricos frutos quedan el vergel
a esta tierra que al mundo nos trajo
un rincón de profundo querer.

### II
Precioso terruño añorado
por tus hijos cuan lejos están
y en sus mentes el recuerdo adorado
con la biblia palabra de paz
es la fe y la esperanza que encierra
los benditos  lazos que nos unen ya
y creciendo imponente esta tierra
su futuro glorioso será.

### III
Tu estandarte en tres colores exhibe
lo grandioso de tu heroicidad
es el sol que con rayos describe
lo brillante de nuestra ciudad
y el subsuelo entre capas produce
la riqueza de esta gran región
el petróleo en el mundo se luce
ocupando un sitial de primor
yo tengo valor